# Minskavtalet

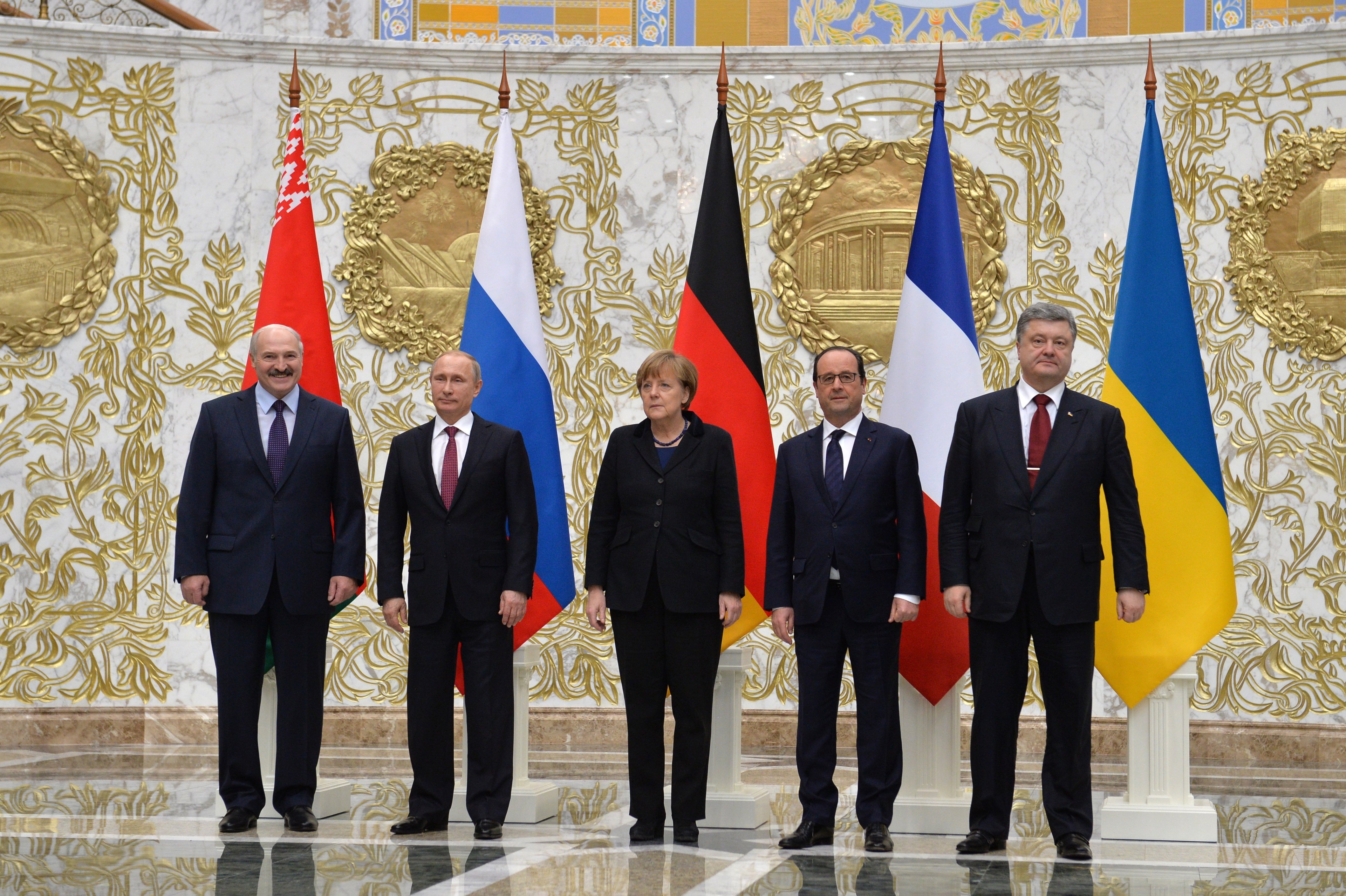
Ledarna från Belarus, Ryssland, Tyskland, Frankrike och Ukraina vid Minsk-mötet i februari 2015

Minskavtalet är två avtal för att skapa förutsättningar för en fredlig lösning av kriget i Donbass.
Det så kallade Minsk I skrevs under av representanter för Ukraina, Ryssland, Folkrepubliken Donetsk och Folkrepubliken Lugansk den 5 september 2014  i Belarus huvudstad Minsk där den belarusiska presidenten Aleksandr Lukasjenko var värd för mötet.
Det så kallade Minskavtalet från 2015 eller Minsk II förhandlades fram av Tyskland och Frankrike och undertecknades i februari 2015 av Ryssland och Ukraina innebar att tungt artilleri skulle dras tillbaka från fronten och att östra Ukraina skulle få ett större självstyre. Representanter för Folkrepublikerna Donetsk och Lugansk deltog inte i Minsk II-förhandlingarna. 
Inte en enda punkt i avtalen har hittills uppfyllts. I anslutning till avtalet påtalade Amnesty International att flera krigsbrott hade begåtts på respektive sida av konflikten. I tyska tidningen Die Zeit säger Angela Merkel i december 2022, att hon med Minskavtalet ville ge Ukraina mer tid.

## Detta skrevs in i avtalet i Minsk i september 2014
- Trygga ett omedelbart ömsesidigt eldupphör.
- Säkra OSSE:s möjlighet att genomföra övervakning och kontroll av eldupphöret.
- Decentralisera makten enligt den ukrainska lagen om självstyre i regionerna Donetsk och Luhansk, enligt lagen om särskild status.
- Trygga en stadigvarande övervakning av den rysk-ukrainska gränsen och säkra OSSE :s möjligheter att kontrollera säkerheten i gränszonerna i Ukraina och Ryssland.
- Omedelbart befria alla fångar och olagligt gripna personer.
- Anta en lag om otillåten förföljelse eller straffande av personer som var inblandade i händelser som inträffade i regionerna Donetsk och Luhansk i Ukraina.
- Fortsätta en inkluderande nationell dialog.
- Vidta åtgärder för att förbättra den humanitära situationen i Donbass-området.
- Möjliggöra förtida val i enlighet med den ukrainska lagen om självstyre i regionerna Donetsk och Luhansk
- Föra ut olagliga väpnade grupper, krigsmateriel, krigare och legosoldater från Ukrainas territorium.
- Anta ett program för ekonomisk tillväxt och återupprättande av Donbass-områdets livskraft.
- Garantera personlig säkerhet för dem som deltar i konsultationer.